# 受降亭
受降亭，位于河南漯河市，为纪念抗日战争胜利所建，为“1亭4碑”模式，亭内立4块碑，主碑上刻3个大字“受降亭”，其余3块碑文分别为受降亭记、抗战祝胜词、建亭记。受降亭四周有8尊石狮，从广场到受降亭，要走上32阶台阶。从地平线到亭顶共计19.45米，以纪念1945年的抗战胜利。
原建于1945年，原址位于漯河市火车站北侧花园，是当时唯一一个建亭立碑纪念抗战胜利的地方，于1947年毁于战火，仅剩主碑及半块残碑。2014年在开源森林公园河上街古镇景区内，依文图资料据原样复建而成，并免费对外开放。

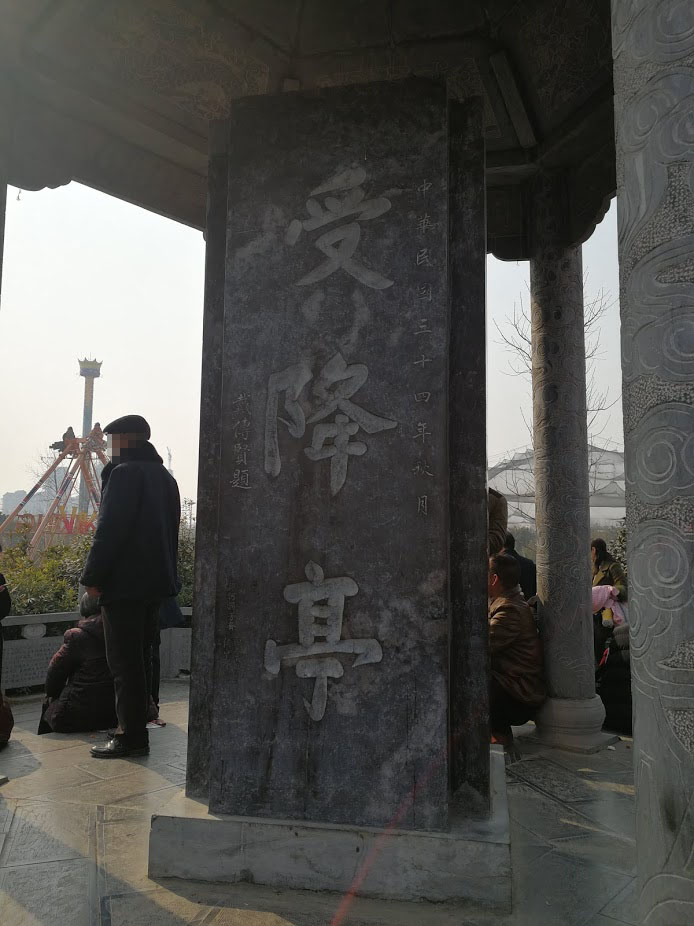
受降亭 主碑

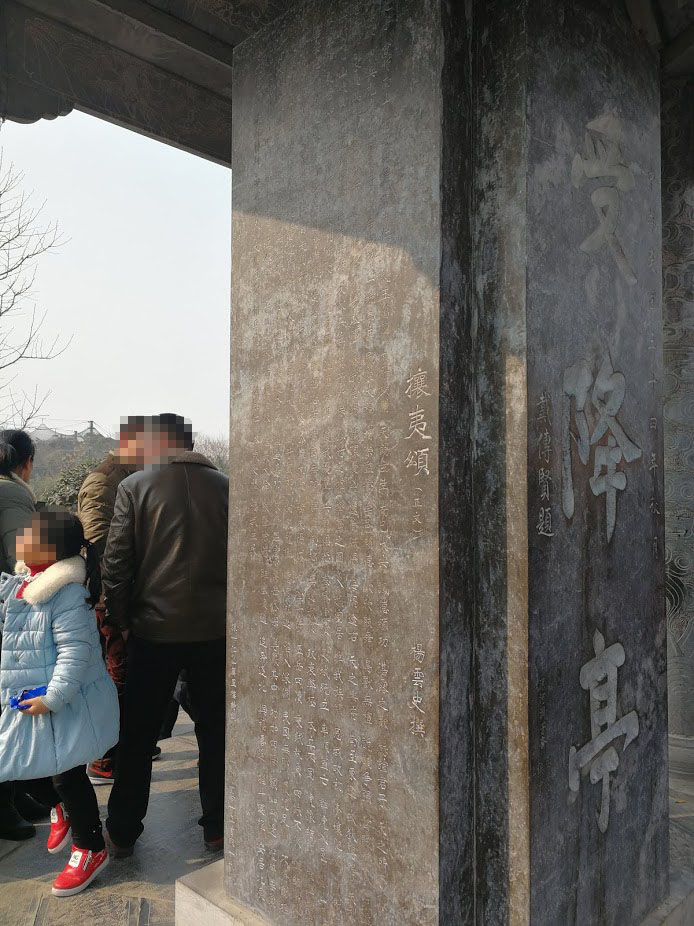
受降亭 攘夷颂

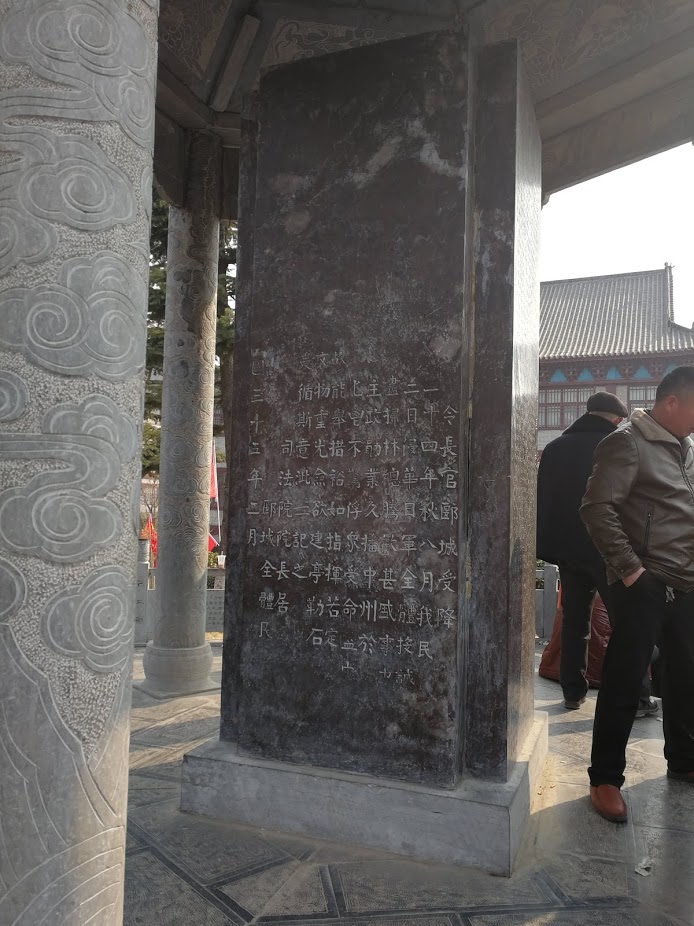
受降亭 受降记

## 历史
抗日战争胜利后，漯河作为全国的15个受降点之一的第五受降区，于1945年9月20日，由第五战区总司令刘峙，在漯河山西会馆（现在的漯河二中院内）接受了日军中将司令官鹰森孝第12军的投降。在漯河商会的主持下，漯河民众自发捐建受降亭。主碑“受降亭”三字由戴季陶题写，碑文《攘夷颂》、《刘司令长官郾城受降记》分别由国民政府司法院长居正、监察院长于右任执笔。
1945年12月，受降亭在漯河火车站南侧花园建成。
1947年原亭毁于战火，亭内4块石碑流失。
1982年，原漯河市文化馆副馆长陈国兴，在100多米远的军供站院内发现了主碑；后来，他又在民间找到大半块于右任题写的“受降亭记”碑。
2012年，河上街古镇景区开始建设，该景区展现漯河不同时期的历史文化和民俗风情的，抗战受降的这段历史，也纳入景区建设中，其中包括重建受降亭。
2014年5月1日，新受降亭落成，周边还建有抗战纪念馆、爱国主义主题影院、纪念广场、受降广场牌楼等。